# 格但斯克协议
格但斯克協議或稱八月協議、格但斯克社會協議（波蘭語：Porozumienia sierpniowe）是1980年在波蘭格但斯克發生罷工的直接結果。波羅的海沿岸的工人於 1980 年 8 月舉行罷工，以支持廠間罷工委員會的21項要求，這最終導致了團結工會的成立。